# Elulu

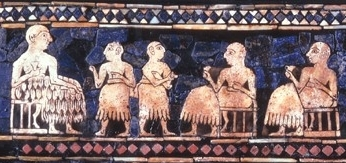
Estandarte de Ur (British Museum)

Elulu fue el tercer rey de la primera dinastía de Ur, según la Lista Real Sumeria.
Una temprana inscripción de un "Elulu (or Elili), rey de Ur", fue encontrada en la cercana Eridu, afirmando que este rey había construido un zigurat.